# فدنزة
فِدِنزة أو فِدنزا أو (نقحرة: فيدنزا) (بالإيطالية: Fidenza)‏ هي بلدية في مقاطعة بارما في إقليم إميليا رومانيا الإيطالي.

## السكان
في سنة 1861 بلغ عدد السكان 10٬076 نسمة، وتطور العدد ليصل في سنة 2011 لـ 25٬521 نسمة.
يظهر هذا المخطط البياني تطور النمو السكاني لـ فِدنزة

## توأمة
لفِدِنزة اتفاقيات توأمة مع كل من:
- هيرنبرغ
- سیسترون

## أعلام
- فيليبو بوركاري
- نيكولا مونتي
- ايليا ليغاتي
- جيوردانو فيراري